# Lưu Tuấn Thần
Lưu Tuấn Thần (tiếng Trung giản thể: 刘俊臣, bính âm Hán ngữ: Liú Jùn Chén, sinh tháng 5 năm 1963, người Hán) là chính trị gia nước Cộng hòa Nhân dân Trung Hoa. Ông là Ủy viên Ủy ban Trung ương Đảng Cộng sản Trung Quốc khóa XX, hiện là Bí thư Đảng ủy, Phó Bí thư Đảng tổ, Phó Tổng thư ký thường vụ Ủy ban Thường vụ Đại hội Đại biểu Nhân dân Toàn quốc Trung Quốc và cũng là Ủy viên của Ủy ban này. Ông từng là Thành viên Đảng tổ, Phó Cục trưởng Tổng cục Quản lý giám sát Công Thương, Bí thư Đảng tổ, Phó Cục trưởng Cục Sở hữu trí tuệ, Cục trưởng Cục Nhãn hiệu Trung Quốc.
Lưu Tuấn Thần là đảng viên Đảng Cộng sản Trung Quốc, học vị Tiến sĩ Luật học. Ông có sự nghiệp hơn 30 năm tại cơ quan quản lý hành chính công thương cho đến khi cơ quan này được giải thể năm 2018 và ông chuyển sang giai đoạn mới ở Nhân Đại Trung Quốc.

## Xuất thân và giáo dục
Lưu Tuấn Thần sinh tháng 5 năm 1963 tại huyện Thượng Thái thuộc địa cấp thị Trú Mã Điếm, tỉnh Hà Nam, Cộng hòa Nhân dân Trung Hoa. Ông lớn lên và tốt nghiệp cao trung ở Thượng Thái, thi đỗ Đại học Trịnh Châu và tới thủ phủ này nhập học Khoa Pháp luật của trường từ tháng 9 năm 1979, tốt nghiệp Cử nhân Pháp luật vào tháng 7 năm 1983. Ngay sau đó, ông tới thủ phủ Trường Xuân, thi đỗ cao học ở Đại học Cát Lâm, theo học và nhận bằng Thạc sĩ Luật Dân sự 3 năm sau, tức tháng 7 năm 1986. Tháng 9 năm 1998, ông thi đỗ nghiên cứu sinh sau đại học tại Viện Luật học, Đại học Nhân dân Trung Quốc, là nghiên cứu sinh tại chức và trở thành Tiến sĩ Luật Dân sự và Thương mại vào tháng 7 năm 2002. Lưu Tuấn Thần được kết nạp Đảng Cộng sản vào tháng 5 năm 1985 tại trường Cát Lâm, ông từng tham gia khóa bồi dưỡng một năm cán bộ trung, thanh niên từ tháng 3 năm 2005 đến tháng 1 năm 2006 tại Trường Đảng Trung ương Đảng Cộng sản Trung Quốc.

## Sự nghiệp

### Ngành công thương
Tháng 7 năm 1986, sau khi nhận bằng thạc sĩ ở Cát Lâm, Lưu Tuấn Thần được nhận vào Cục Quản lý hành chính Công Thương Quốc gia – cơ quan thuộc Quốc vụ viện, làm cán bộ của Ty Hợp đồng kinh tế. Sau 5 năm, ông được thăng chức làm Phó Trưởng phóng Tổng hợp của Ty Hợp đồng kinh tế từ tháng 6 năm 1991. Tháng 12 năm 1994, ông được chuyển vị trí làm Phó Trưởng phòng Chỉ đạo đăng ký của Cục Đăng ký xí nghiệp rồi Trưởng phòng từ tháng 4 năm 1995. Năm 2000, ông được bổ nhiệm làm Phó Cục trưởng Cục Giao dịch công bằng của Cục, và cũng trong giai đoạn này, Cục được điều chỉnh nâng cấp lên thành Tổng cục, cấp bộ và ông tiếp tục công tác ở đây và kiêm nhiệm vị trí Phó Chủ nhiệm Phòng Chống đả kích, cấp chính cục từ tháng 12 năm 2003. Tháng 8 năm 2004, ông được thăng chức làm Ty trưởng Ty Quản lý giám sát kinh tế tư nhân, kiêm nhiệm làm Phó Chủ nhiệm Bộ Công tác Phó Tổng giám đốc của Tổng công ty Khai phát công trình Tam Hiệp Trường Giang (nay là Tập đoàn Tam Hiệp Trường Giang Trung Quốc) trong một năm giai đoạn 2007–08, rồi trở về đảm nhiệm vị trí Ty trưởng Ty Quản lý giám sát lưu thông thực phẩm từ tháng 9 năm 2008.
Tháng 11 năm 2010, Lưu Tuấn Thần được điều động tới Nội Mông, nhậm chức Phó Bi thư Minh ủy, Minh trưởng Xilin Gol, tức địa cấp thị Tích Lâm Quách Lặc. Ông công tác tại Nội Mông 2 năm rồi trở lại Tổng cục Quản lý công thương, là Thành viên Đảng tổ, được bổ nhiệm làm Phó Cục trưởng, cấp phó bộ trưởng từ tháng 5 năm 2013. Ông giữ vị trí này nguyên một nhiệm kỳ 5 năm của Quốc vụ viện, đồng thời kiêm nhiệm là Bí thư Đảng tổ, Phó Cục trưởng Cục Sở hữu trí tuệ Quốc gia và Cục trưởng Cục Nhãn hiệu của Tổng cục cũng tại giai đoạn này. Đến 2018, Tổng cục này được giải thể và một phần chức năng được chuyển sang cơ quan mới là Tổng cục Quản lý giám sát thị trường Quốc gia, và ông cũng được miễn nhiệm các chức vụ tại đây, kết thúc hơn 30 năm công tác ở cơ quan này.

### Nhân Đại Trung Quốc
Năm 2013, tại Nội Mông, Lưu Tuấn Thần ứng cử và trúng cử là đại biểu của Đại hội đại biểu Nhân dân toàn quốc khóa XII, sau đó là Đại biểu khóa XIII từ 2018. Ngày 26 tháng 10 năm 2018, tại kỳ họp thứ 6 của Ủy ban Thường vụ Đại hội Đại biểu Nhân dân Toàn quốc, ông được bầu làm Ủy viên Ủy ban Thường vụ, bổ nhiệm làm Phó Chủ nhiệm Ủy ban Công tác Pháp chế của Thường vụ Nhân Đại. Ngày 17 tháng 10 năm 2020, ông được bổ nhiệm làm Phó Tổng thư ký của Ủy ban Thường vụ, sau đó là Phó Bí thư Đảng tổ của Ủy ban thư ký, Bí thư Đảng ủy cơ quan, cấp bộ trưởng từ ngày 5 tháng 7 năm 2022. Cuối năm 2022, ông tham gia Đại hội Đảng Cộng sản Trung Quốc lần thứ XX từ đoàn đại biểu khối cơ quan trung ương Đảng và Nhà nước. Trong quá trình bầu cử tại đại hội, ông được bầu là Ủy viên Ủy ban Trung ương Đảng Cộng sản Trung Quốc khóa XX.